# خوسي ماريا أولزابال
خوسي ماريا أولزابال (بالإسبانية: José María Olazábal)‏ هو لاعب غولف إسباني محترف.

## روابط خارجية
- خوسي ماريا أولزابال على موقع رابطة لاعبي الغولف المحترفين (الإنجليزية)
- خوسي ماريا أولزابال على موقع رابطة أوروبا للاعبي الغولف المحترفين (الإنجليزية)
- خوسي ماريا أولزابال على موقع رابطة اليابان للاعبي الغولف المحترفين (الإنجليزية)
- خوسي ماريا أولزابال على موقع التصنيف العالمي الرسمي للغولف (الإنجليزية)